# Euliroetis
Euliroetis là một chi bọ cánh cứng trong họ Chrysomelidae.
Chi này được miêu tả khoa học năm 1936 bởi Ogloblin.

## Các loài
Các loài trong chi này gồm:
- Euliroetis abdominalis (Baly, 1874)
- Euliroetis lameyi (Laboissiere, 1929)
- Euliroetis melanocephala (Bowditch, 1925)
- Euliroetis nigrinotum (Gressitt & Kimoto, 1963)
- Euliroetis nigripes (Baly, 1874)
- Euliroetis obscuripes (Laboissiere, 1936)
- Euliroetis ornata (Baly, 1874)
- Euliroetis simulonigrinotum Yang in Yang, 1992
- Euliroetis suturalis (Laboissiere, 1929)